# Sesamia excelsa
Sesamia excelsa är en fjärilsart som beskrevs av François Louis Nompar de Caumont de Laporte 1976. Sesamia excelsa ingår i släktet Sesamia och familjen nattflyn. Inga underarter finns listade i Catalogue of Life.